# Antey-Saint-André
Antey-Saint-André – miejscowość i gmina we Włoszech, w regionie Dolina Aosty.
Według danych na styczeń 2009 gminę zamieszkiwało 612 osób przy gęstości zaludnienia 52 os./1 km².
Patronem Antey-Saint-Andrè jest Święty Andrzej Apostoł, którego święto przypada 30 listopada.